# 페르디난트 차틀로시
페르디난트 차틀로시(슬로바키아어: Ferdinand Čatloš, 1895년 10월 7일 리토브스키페테르 ~ 1972년 12월 16일 마르틴)는 슬로바키아의 장교이자 정치인이다. 그는 슬로바키아 의 국방부 장관을 짧게 지냈다. 또한, 그는 슬로바키아의 폴란드 침공 당시 베르놀라크 육군을 지휘했다. 제2차 세계 대전 종전 이후 그는 1948년 징역 3년을 선고받았다. 이후 그는 마르틴으로 거처를 옮기고 1972년 사망했다.